# إيزابيل مونيوث
إيزابيل مونيوث (بالإسبانية: Isabel Muñoz)‏ هي مصورة إسبانية، ولدت في 1951 في برشلونة في إسبانيا.

## وصلات خارجية
- الموقع الرسمي
- إيزابيل مونيوث على موقع ديسكوغز (الإنجليزية)